# 1984년 전국장애인체육대회
제4회 전국장애인체육대회는 1984년 10월 24일부터 10월 25일까지 2일 간 서울에서 개최되었다. 당시에는 '전국 장애자 체육대회' 또는 '전국 장애자 체전'이라는 명칭을 사용하였다. 이 대회에는 시각, 청각, 지체, 지적장애인 등 1,157명이 참가하여 8개 종목에서 기량을 겨루었다.

## 장소
- 여의도 체육공원 등

## 종목
- 육상
- 수영
- 탁구
- 궁도
- 역도
- 사격
- 유도
- 태권도